# Mistrz Katarzyny z Kleve
Mistrz Katarzyny z Kleve (ur. ?, zm. ?) – flamandzki iluminator aktywny w latach 1430 - 1450 w Utrechcie.

## Życie i działalność artystyczna
Był uczniem Mistrza Zwedera van Culemborga. Swój przydomek otrzymał od manuskryptu Godzinki Katarzyny z Kleve, nad którymi pracował w 1440 roku (w 1462 roku Lieven van Lathem wykonał do nich ozdobne drolerie). Godzinki były bardzo bogato zdobione; posiadały 168 iluminacji (zachowało się ich 157) i innowacyjne bordiury, z których żadna nie jest taka sama. Ich innowacyjność polegała na realistycznym oddaniu rodzajowych przedmiotów i motywów zwierzęcych, realizm zaś nawiązywał do stylu Roberta Campina.    
Około roku 1449 Mistrz Katarzyny z Kleve współpracował z Willemem Vrelantem przy Godzinkach Montfort. Przypisuje mu się wykonanie dekoracji do czternastu kolejnych kodeksów iluminowanych.